# الدوري التركي لكرة اليد للسيدات
الدوري التركي لكرة اليد للسيدات (بالتركية: Türkiye Kadınlar Hentbol Süper Ligi)‏ هو دوري لأندية كرة اليد للسيدات في تركيا. تأسس في سنة 1978. تلعب فيه 9 فرق. يتم تنظيمه من قبل الاتحاد التركي لكرة اليد.